# Damião
Damião är en kommun i Brasilien.   Den ligger i delstaten Paraíba, i den östra delen av landet, 1 700 km nordost om huvudstaden Brasília. Antalet invånare är 4 900. Arean är 110 kvadratkilometer.
Terrängen i Damião är lite kuperad.
Omgivningarna runt Damião är huvudsakligen savann. Runt Damião är det ganska glesbefolkat, med 34 invånare per kvadratkilometer.